# Emmanuel Dorado
Emmanuel Dorado (Brou-sur-Chantereine, 28 de març de 1973) és un exfutbolista professional francès, que ocupava la posició de defensa.
Tot i iniciar-se al futbol del seu país natal, el defensa va desenvolupar bona part de la seua carrera a Andalusia. El 1996 fitxa per l'Almería CF, que milita a la Segona Divisió. Tot i que el seu equip perd la categoria, el francès hi destaca i l'any següent marxa al Màlaga CF.
Amb els mal·lacitans aconsegueix l'ascens a primera divisió el 1999, però es manté tota la campanya inèdit. Posteriorment retorna a la categoria d'argent a les files del Córdoba CF, Recreativo de Huelva i UD Almería. Entre 2003 i 2006 milita al Livingston FC, on manté una pol·lèmica amb la direcció del club. En finalitzar el seu període escocés hi penja les botes, en part a causa d'una lesió, per la qual rebutja un contracte per la SD Huesca.
Ha iniciat la seua carrera d'entrenador dirigint el Sainte-Geneviève Sports, un conjunt amateur francès.